# Haplothecium caulicola
Haplothecium caulicola är en svampart som beskrevs av Bat. & A.F. Vital 1959. Haplothecium caulicola ingår i släktet Haplothecium och familjen Glomerellaceae.   Inga underarter finns listade i Catalogue of Life.